# 明治神宮棒球場
明治神宮棒球場（日语：／ meiji jingū yakyūjō），通稱神宮球場（ jingū kyūjō），是位於日本東京明治神宮外苑的棒球場，1926年10月1日啟用，由宗教法人明治神宮管理。現容納觀眾為30,969人。自啟用以來，是東京六大學棒球聯盟的舉辦地，現時為職業棒球隊伍東京養樂多燕子主場。此外曾經是東映飛人（今北海道日本火腿鬥士）主場及東都大學棒球聯盟舉辦地。東京六大學棒球聯盟擁有使用球場的優先權。此球場為日本歷史第二悠久的現役職棒球場，僅次於1924年啟用的阪神甲子園球場，兩球場經常被視為「棒球聖地」。該球場亦提供棒球比賽以外的使用，例如偶像團體乃木坂46每年定例的巡迴演唱會「盛夏的全國巡演」東京場次自2014年以來均在此舉辦。

## 交通
- 東日本旅客鐵道（JR東日本）中央線 信濃町站　徒步約13分
- JR中央線 千駄谷站　徒步約15分
- 東京地下鐵銀座線 外苑前站　徒步約5分
- 東京地下鐵半藏門線 青山一丁目站　徒步約15分
- 東京地下鐵副都心線 北參道站　徒步約17分
- 都營地下鐵大江戶線 國立競技場站　徒步約13分

## 外部連結
- 明治神宮野球場 （页面存档备份，存于）
- 明治神宮野球場｜球場詳細｜球場情報｜NPB.jp 日本野球機構 （页面存档备份，存于）